# Pergain-Taillac
 Pergain-Taillac  là một xã thuộc tỉnh Gers trong vùng Occitanie tây nam nước Pháp. Xã này có độ cao trung bình 151 mét trên mực nước biển.